# 帕纳斯·柳布琴科
帕纳斯·彼得罗维奇·柳布琴科（俄语：Панас Петрович Любченко；1897年1月2日（14日）—1937年8月30日），是苏联乌克兰的政治家，曾担任乌克兰苏维埃社会主义共和国人民委员会主席。

## 生平
1897年，出生于农民家庭。1913年，加入乌克兰社会革命党。1918年，参加基辅工人起义。
1920年，加入俄共。1927年，任乌共中央委员会书记。1933年，任乌克兰人民委员会副主席。1934年，任乌克兰人民委员会主席。1937年，不堪迫害，与妻子自杀身亡（一说夫妻俩遭内务人员枪杀）。1965年，平反。